# Тайлер (Техас)
Тайлер (англ. Tyler) — місто (англ. city) в США, адміністративний центр округу Сміт у північно-східній частині штату Техас. Населення — 105 995 осіб (2020).
Місто названо на честь президента Джона Тайлера. За даними Бюро перепису населення США, 2010 року в місті проживало 96900 осіб.

## Географія
Тайлер розташований за координатами 32°18′54″ пн. ш. 95°18′17″ зх. д. / 32.31500° пн. ш. 95.30472° зх. д. (32.314954, -95.304631).  За даними Бюро перепису населення США в 2010 році місто мало площу 140,86 км², з яких 139,49 км² — суходіл та 1,37 км² — водойми. В 2017 році площа становила 148,00 км², з яких 146,67 км² — суходіл та 1,33 км² — водойми.

### Клімат
| Кліматограма Тайлера                                                                                            | Кліматограма Тайлера | Кліматограма Тайлера | Кліматограма Тайлера | Кліматограма Тайлера | Кліматограма Тайлера | Кліматограма Тайлера | Кліматограма Тайлера | Кліматограма Тайлера | Кліматограма Тайлера | Кліматограма Тайлера | Кліматограма Тайлера |
| --- | -------------------- | -------------------- | -------------------- | -------------------- | -------------------- | -------------------- | -------------------- | -------------------- | -------------------- | -------------------- | -------------------- |
| С | Л                    | Б                    | К                    | Т                    | Ч                    | Л                    | С                    | В                    | Ж                    | Л                    | Г                    |
| 85 14 3 | 95 18 5              | 101 22 9             | 94 26 13             | 113 29 17            | 93 32 21             | 55 34 23             | 66 34 22             | 83 31 19             | 131 26 13            | 113 19 9             | 121 14 4             |
| Середня макс. і мін. температури повітря (°C) Атмосферні опади (мм), за рік : 1150 мм. Джерело: Weather.com/NWS |                      |                      |                      |                      |                      |                      |                      |                      |                      |                      |                      |

## Демографія

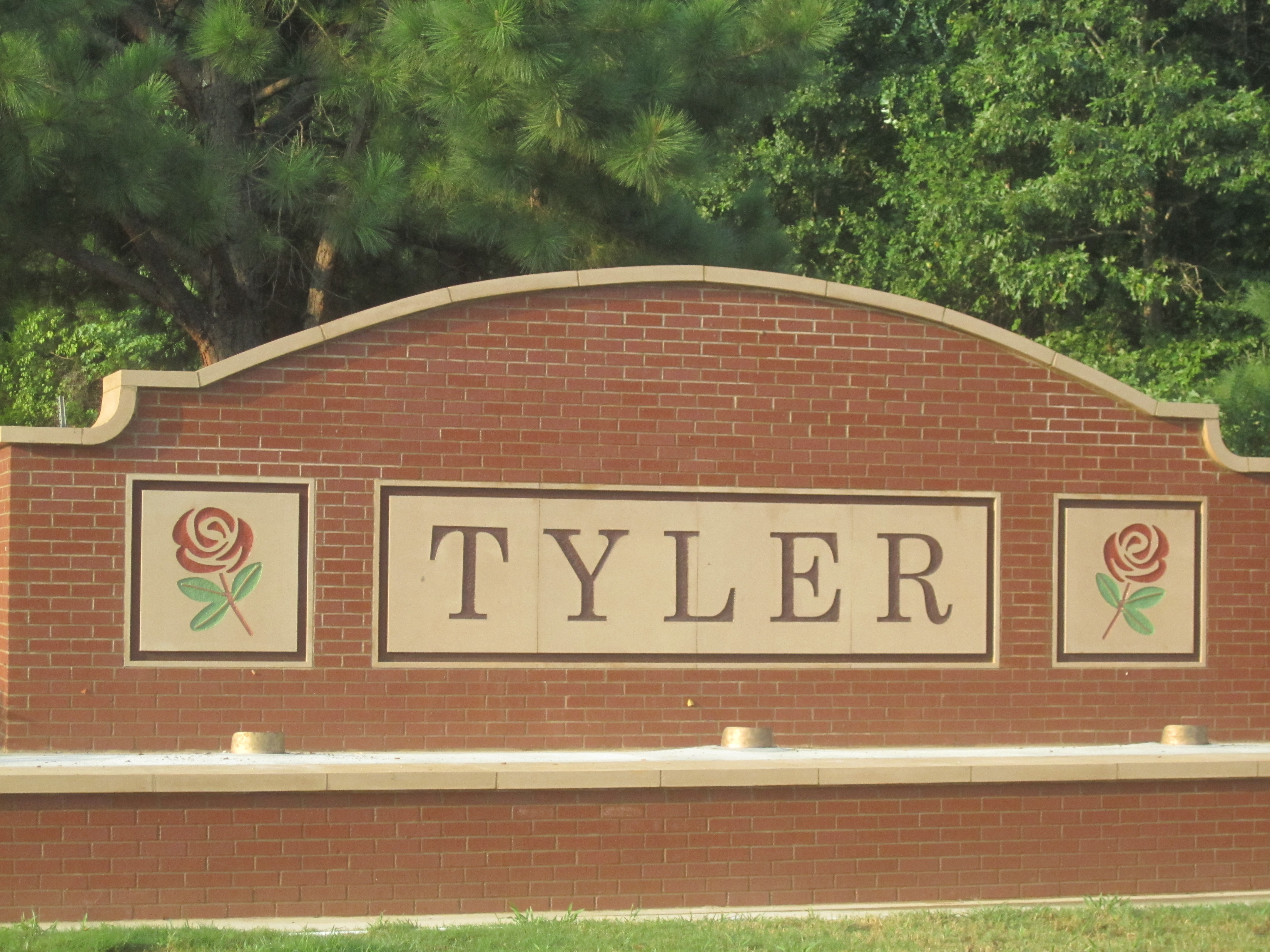
Новий вітальний знак міста Тайлер

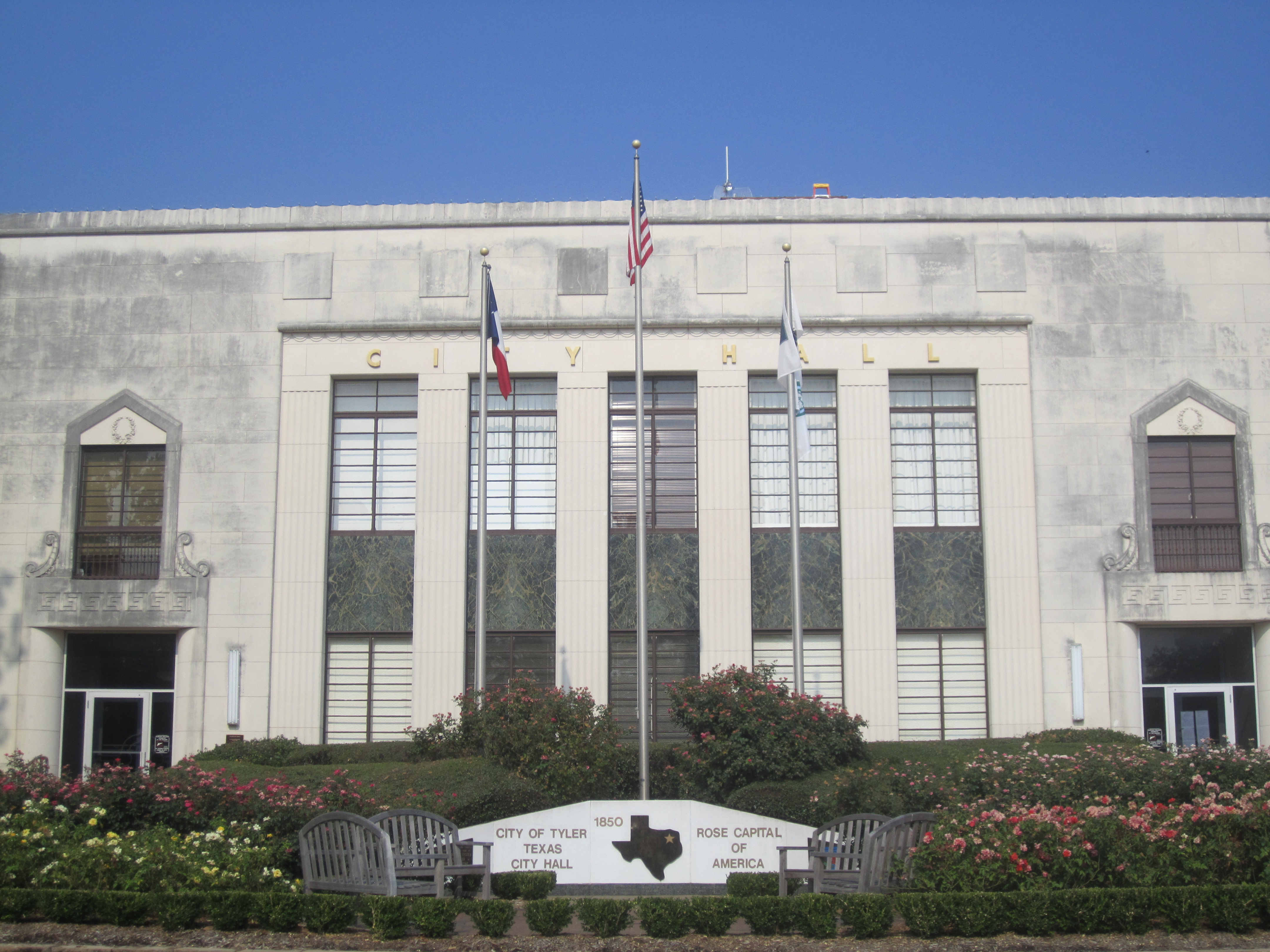
Міська ратуша

Згідно з переписом 2010 року, у місті мешкало 96 900 осіб у 37 896 домогосподарствах у складі 23 378 родин. Густота населення становила 688 осіб/км².  Було 41742 помешкання (296/км²).
Расовий склад населення:
| - 60,5 % — білих - 24,8 % — чорних або афроамериканців - 1,9 % — азіатів - 0,5 % — корінних американців - 10,3 % — осіб інших рас |

До двох чи більше рас належало 2,0 %. Частка іспаномовних становила 21,2 % від усіх жителів.
За віковим діапазоном населення розподілялося таким чином: 24,3 % — особи молодші 18 років, 61,3 % — особи у віці 18—64 років, 14,4 % — особи у віці 65 років та старші. Медіана віку мешканця становила 32,8 року. На 100 осіб жіночої статі у місті припадало 89,3 чоловіків;  на 100 жінок у віці від 18 років та старших — 85,3 чоловіків також старших 18 років.
Середній дохід на одне домашнє господарство  становив 65 804 долари США (медіана — 42 840), а середній дохід на одну сім'ю — 81 987 доларів (медіана — 54 759). Медіана доходів становила 41 352 долари для чоловіків та 31 807 доларів для жінок. За межею бідності перебувало 20,9 % осіб, у тому числі 29,1 % дітей у віці до 18 років та 11,3 % осіб у віці 65 років та старших.
Цивільне працевлаштоване населення становило 45 836 осіб. Основні галузі зайнятості: освіта, охорона здоров'я та соціальна допомога — 28,4 %, роздрібна торгівля — 14,4 %, мистецтво, розваги та відпочинок — 10,0 %, виробництво — 8,4 %.

## Відомі люди
- Артур «Дулі» Вілсон (1886 —1953 ) — американський актор і співак.